# Chālīkīādeh
Chālīkīādeh (persiska: چالیكياده) är en ort i Iran.   Den ligger i provinsen Mazandaran, i den norra delen av landet, 110 km nordost om huvudstaden Teheran. Chālīkīādeh ligger 111 meter över havet och antalet invånare är 283.
Terrängen runt Chālīkīādeh är platt åt nordost, men åt sydväst är den kuperad. Terrängen runt Chālīkīādeh sluttar norrut.Runt Chālīkīādeh är det ganska tätbefolkat, med 149 invånare per kvadratkilometer. Närmaste större samhälle är Āmol, 6,8 km nordost om Chālīkīādeh. I omgivningarna runt Chālīkīādeh växer i huvudsak blandskog.